# Yu Shoji
Yu Shoji (en japonés: 莊司ゆう; 2002) es un deportista japonés que compite en ciclismo en la modalidad de BMX estilo libre. Ganó una medalla de oro en el Campeonato Mundial de Ciclismo Urbano de 2023, en la prueba de flatland.

## Palmarés internacional
| Campeonato Mundial | Campeonato Mundial    | Campeonato Mundial | Campeonato Mundial |
| Año                | Lugar                 | Medalla            | Competición        |
| ------------------ | --------------------- | ------------------ | ------------------ |
| 2023               | Glasgow (Reino Unido) | Medalla de oro     | Flatland           |